# Randal's Monday
Randal's Monday est un jeu vidéo d'aventure en pointer-et-cliquer développé par Nexus Game Studio et édité par Daedalic Entertainment, sorti en 2014 sur Windows, PlayStation 4, iOS et Android.

## Accueil
- Adventure Gamers : 2,5/5[1]
- Canard PC : 5/10[2]